# 光耀藤
光耀藤（学名：Vernonia elliptica）为菊科斑鳩菊屬下的一个种。

## 外部連結
- 維基物種上的相關：光耀藤